# رجل في حمامه
رجل في حمامه هي لوحة زيتية للرسام الفرنسي غوستاف كاييبوت،يبلغ قياس اللوحة 145*114 سم.كانت اللوحة مملوكة لمجموعات خاصة منذ وفاة الفنان حتى 2011 عندما اشترى متحف الفنون الجميلة في بوسطن اللوحة.